# Yoav Mordechai
Yoav (Poli) Mordechai (în ebraică יואב מרדכי; n. 25 martie 1964, Ierusalim, Israel) este un general-maior (aluf) în Armata Israeliană, servind din 2014 în funcția de Coordonator al Activităților Guvernamentale în Teritoriile Palestiniene.
Mordechai a fost recrutat de armata israeliană în 1982 și și-a efectuat stagiul militar ca soldat, și apoi ofițer, în Batalionul 51 al Brigăzii Golani. Ulterior, el a servit în Departamentul Cercetare al Direcției de Informații Militare, precum și într-o unitate operațională a Direcției. În 2001, el a fost numit șeful cartierului general pentru legătură și coordonare din Gaza, iar mai apoi a îndeplinit funcția de șef al administrației civile israeliene din Cisiordania, în conducerea Coordonatorului Activităților Guvernamentale în Teritorii.
Din 7 aprilie 2011 și până pe 14 octombrie 2013, Mordechai a ocupat funcția de purtător de cuvânt al Armatei Israeliene. Pe 29 ianuarie 2014, ca urmare a promovării sale la gradul de aluf (general-maior), Mordechai a fost numit Coordonatorul Activităților Guvernamentale în Teritorii.
Mordechai vorbește fluent arabă. El deține un masterat în politici guvernamentale și un altul în studii de securitate națională, obținut la Colegiul Național de Securitate.
Mordechai este căsătorit și tată a trei fete.